# موله گلاسهوته
موله گلاسهوته (انگلیسی: Mühle Glashütte) شرکت ساعت‌سازی آلمانی است، که در سال ۱۹۵۰ توسط هانس یورگن موله تأسیس شد.